# Лети або тремти
«Лети або тремти» (англ. «Flight or Fright») — антологія оповідань, що була укладена «Королем Жахів» Стівеном Кінгом у співавторстві з його другом і дослідником творчості Бевом Вінсентом. Видана у 2018 році, ця збірка зосереджена на одній універсальній, але часто прихованій фобії — страху перед польотами. Не секрет, що сам Кінг боїться літати, і саме цей особистий страх став джерелом натхнення для створення книги. Він запрошує читачів зустрітися віч-на-віч із цим почуттям, занурюючись у моторошні історії, де звичайний авіапереліт перетворюється на справжній кошмар.
До збірки увійшли твори класиків світової класики: Артура Конан Дойля, Амброуза Бірса, Рея Бредбері, Роальда Дала, а також тексти сучасних майстрів слова: Стівена Кінга, Е. Майкла Льюїса, Річарда Метісона, Тома Бісселла, Дена Сіммонса, Джеймі Дікі та інших.

## Ідея написання книги
Ідея антології «Лети або тремти» («Flight or Fright») почала формуватися під час невимушеної розмови між Стівеном Кінгом, Бевом Вінсентом та Річардом Чізмаром (видавцем Cemetery Dance) у Бангорі, штат Мен. Кінг, чия аерофобія добре відома, згадав класичну казку Артура Конан Дойла 1913 року «Жах висоти». У ній йдеться про пілота, який переконаний, що в «повітряних джунглях» над хмарами приховуються жахливі хижаки. Для Вінсента ж першою спала на думку «Кошмар на висоті 20 000 футів» Річарда Матесона (1961), яка стала основою для знаменитих епізодів «Сутінкової зони», де Вільяму Шатнеру, а пізніше Джону Літгоу, загрожує гремлін за вікном літака.
«Я одразу побачив можливості», — згадує Вінсент. «Негаразд Кінга до польотів добре задокументована, тому збірка оповідань, що заглиблюються в одну з його фобій, здавалася ідеальною».
Чізмар, без вагань, погодився опублікувати книгу, і Кінг з Вінсентом почали пошук оповідань. Це завдання виявилося складнішим, ніж Вінсент очікував.
«Я думав, що буде багато історій на вибір, але виявилося, що це досить вузький піджанр жахів», — зізнається він. Попри це, Вінсент не мав сумнівів у тому, що їм вдасться зібрати достатньо матеріалу. Вони отримували пропозиції від друзів та колег, а також проводили ретельне дослідження в Інтернеті. У результаті, трохи більше ніж за рік, ідея перетворилася на реальність — антологію, яка занурює читачів у світ авіаційних жахів.
У результаті копіткої роботи редакторів Стівена Кінга та Бева Вінсента з'явилася збірка «Лети або тремти», яка охоплює напрочуд широкий часовий проміжок. Найстарішим оповіданням є триабзацна розповідь Амброуза Бірса «Літаюча машина», що датується 1899 роком. Цей вибір дозволив створити надзвичайно вичерпний огляд наших постійно мінливих, але завжди непростих стосунків з польотом.
Збірка майстерно висвітлює дві найпотужніші теми жахів: ізоляцію та втрату контролю. На висоті кількох тисяч метрів над землею, у замкненому просторі літака, ці почуття загострюються до межі, позбавляючи героїв можливості порятунку або легкої втечі.